# Exército Guerrilheiro do Povo Galego Ceive
L'Exército Guerrilheiro do Povo Galego Ceive (EGPGC, Exèrcit Guerriller del Poble Gallec Lliure, en català) fou una organització armada gallega l'objectiu de la qual era la independència de Galícia i la seua transformació en una societat socialista.

## Orígens
Veié la llum pública el 1986 i estigué formada en un principi per militants de l'organització Galicia Ceibe-OLN i algun membre de la Unión do Povo Galego. Fou fundat per alguns antics membres de Loita Armada Revolucionaria (LAR), Antón Arias Curto i Manuel Chao Dobarro.Adoptaren el lema Viva Galiza Ceibe. Denantes mortos que escravos. Reclutaren antics membres gallecs del GRAPO i altres militants. Un dels membres, Alfredo Santos Conde, aprofita els contactes per aconseguir el suport del Fronte Popular Galega, i s'estrenen el 1987 robant dinamita a les pedreres d'As Pontes de García Rodríguez. El 5 de febrer del 1987 es donaren a conèixer posant una bomba a l'Audiència Provincial de la Corunya, i el 21 de juliol ompliren les principals ciutats gallegues amb el lema Galiza Ceibe.

## Expansió i suports polítics
L'u de maig del 1988 van atemptar contra Celulosas de Pontevedra, i durant la resta de l'any van robar bancs i diversos dipòsits d'armes. Pel mes de maig també van destruir el xalet de Manuel Fraga a Perbes, i en l'operatiu policial posteriors hi foren detinguts Alfredo Santos Conde, Manuel Álvarez Fernández, Xohan Arias López i Maria Pilar Casanova Fernández, alhora que es descobria un amagatall amb armament a Abeloda. També fou detingut Miguel Campuzano, cap de propaganda del sindicat INTG. El 5 de juny de 1988 van fer explotar un cotxe a Ourense, i el dia 30 foren detinguts més militants: Antonio Arias Curto, J.A. Matabolos Rebolo i J.M. Sanmartín Bouza, tots ells formants del Estado Maior Irmandiño (EMI). Com a resposta van atacar l'estàtua eqüestre de Francisco Franco a Ferrol i el 7 de setembre col·locaren una bomba a una seu del Barclay's Bank, fet del qual acusaren la portuguesa Alexandra de Queiroz Vaz Pinheiro Patricia', cosa que havia de demostrar les connexions internacionals del grup.
El 1989 fou nomenat cap de l'EGPGC Manuel Chao Dobarro, qui va intentar donar més força al grup en provocar la mort de dos guàrdies civils a Irixoa el 2 de febrer, fet pel qual foren detinguts Josefa Rodríguez Porca, cap del comando, Francisco Javier Filgueira, Juan Carlos Deibe Varela, Manuel Irago Pereira, Francisco. Xavier Liño Ricoy i Eduardo Abad Loxo. També fou descobert un zulo amb 14 kg de gelamonita i goma 2. Un informe de la policia assenyalava endemés que 14 empresaris gallecs finançaren el grup pagant una mena d'impost revolucionari similar al que cobrava ETA al País Basc.

## La fi del grup
L'EGPGC va voler demostrar que encara tenia força i el 3 de juliol del 1990 va fer esclatar tres artefactes a dues oficines de l'INEM de Ferrol i al Banco Pastor de Cerceda. El 10 d'octubre de 1990 va fer esclatar una bomba a la discoteca Clangor (La Corunya), al·legant que era un centre de narcotràfic, i en l'explosió van morir tres persones, dues d'elles els militants Xosé I. Villar Regueiro i Dolores Castro Lama. Això provocaria que l'organització fos sotmesa a un constant estat de setge, facilitat pel rebuig popular per l'atemptat, que acabaria amb la detenció a Les (Vall d'Aran) el 21 de novembre del 1991 de Manuel Chao Dobarro Alvaro, cap de l'EGPGC, la portuguesa Alexandra de Queiroz Vaz Pinheiro Patricia, membres de l'AMI, i Maria do Carmo Viso Rubín, dirigent de l'Assembleia do Povo Unido (APU).
El 1994 Chao Dobarro fou condemnat a 17 anys de presó, Patricia a 10 anys, i a sis els membres de l'APU Maria do Carmo Viso Rubín, Ignacio Jesús Martínez Orero, Isabel Cabarco Pemuy i Oliva Rodríguez Valladares. Des d'aleshores, el grup ha estat reduït a la total inactivitat, encara que Resistencia Galega, que es dissolgué l'any 2014 ha volgut prendre'n el testimoni.